# Vlag van Gouwelanden

Vlag van Gouwelanden
(1979-1999)

De vlag van Gouwelanden is op 18 december 1979 vastgesteld als de vlag van het waterschap De Gouwelanden. De vlag kan als volgt worden beschreven:
Geel met in het midden een blauw kruis, met armen van 1/4 vlaghoogte, en in de kwartieren een dubbele zwarte adelaar, een blauw kasteel, een rode bloem op een groene stengel van twee bladeren en een gedraaide rode kop en nek van een ree.
Het ontwerp van de vlag is van het waterschap zelf. De vlag toont hetzelfde beeld als het wapen.
Vanaf 1999 is de vlag niet langer als de vlag van deze waterschap in gebruik omdat het waterschap De Gouwelanden in het nieuwe waterschap Wilck en Wiericke op is gegaan.

## Verwante afbeeldingen

Wapen van Gouwelanden
Voorgaande vlag, mogelijk een ontwerp voor de vlag van het waterschap (status onbekend)

Aa en Maas · Amstel, Gooi en Vecht · Brabantse Delta · Delfland · De Dommel · Drents Overijsselse Delta · Fryslân · Hollands Noorderkwartier · Hollandse Delta · Hunze en Aa's · Limburg · Noorderzijlvest · Rijn en IJssel · Rijnland · Rivierenland · Scheldestromen · Schieland en de Krimpenerwaard · De Stichtse Rijnlanden · Vallei en Veluwe · Vechtstromen · Zuiderzeeland
Voormalige waterschappen: 
De Aa · De Aarlanden · Alblasserwaard en de Vijfheerenlanden · De Alm · Amelander Grieën · Amstel- en Gooiland · Amstelland · Boarn en Klif · De Bovenvecht · Drentse Aa · Duurswold · Eemszijlvest · Goeree-Overflakkee · Gouwelanden · Groot Maas en Waal · Groot-Haarlemmermeer · Groot-Waterschap van Woerden · Groote Waard · Haarlemmermeerpolder · Hulster Ambacht · IJsselmonde · Krimpenerwaard · Land van Heusden en Altena · Het Lange Rond · Lauwerswâlden · Leidse Rijn · Linge · De Maaskant · Het Maasterras · Mark en Dintel · Marne-Middelsee · Meer en Woude · De Middelsékrite · De Nederwaard · Noord-Beveland · Noord- en Zuid-Beveland · Noord-Limburg · Noord-Veluwe · Noordhollands Noorderkwartier · Noordoostpolder · Noordwoude · Oldambt · Oude IJssel · De Overwaard · De Proosdijlanden · Purmer · Regge en Dinkel · De Runde · Salland · Schermer · Schieland · De Schipbeek · Schouwen-Duiveland · Sevenwolden · De Stellingwerven · Tholen · Tusken Waed en Ie · Uitwaterende Sluizen in Kennemerland en West-Friesland · De Vechtlanden · De Vier Noorder Koggen · Het Vrije van Sluis · De Waadkant · Walcheren · Waterland · De Waterlanden · Westergo's IJsselmeerdijken · Westerkwartier · Westfriesland · Wilck en Wiericke · Wilhelminapolder · Zuiveringschap Limburg